# 奥永
奥永（西班牙語：Oyón）是西班牙巴斯克自治区阿拉瓦省的一个市镇。总面积45km²，总人口2464人（2001年），人口密度55人/km²。